# Marc Wuyts
Marc Wuyts (Brussel, 12 september 1967) is een Belgisch voormalig voetballer en voetbaltrainer. Hij speelde tijdens zijn loopbaan als profvoetballer voor onder meer RSC Anderlecht, SC Charleroi en RWDM.

## Voetballer
Marc Wuyts werd geboren op 12 september 1967 in Brussel en sloot zich op reeds 9-jarige leeftijd aan bij het plaatselijke Olympic Stockel. De jonge Wuyts kon er als aanvallend ingestelde speler opvallen en verhuisde in 1979 naar de jeugdafdeling van RSC Anderlecht. In 1986 deed hij dan als 19-jarige zijn intrede in het A-elftal van Anderlecht. Hij ontmoette er bekende spelers zoals o.a. Enzo Scifo en Franky Vercauteren. In de aanval moest hij de concurrentie aangaan met Edi Krnčević en Luc Nilis.
Zijn eerste wedstrijd was op 3 maart 1987. In de Europacup I ontving RSC Anderlecht die avond het Duitse Bayern München. Het werd 2-2 en Wuyts mocht na 58 minuten invallen voor Pier Janssen. Later mocht hij ook één keer invallen in een competitiewedstrijd. Anderlecht werd dat seizoen  ook landskampioen.
Een seizoen later zou het seizoen van de definitieve doorbraak moeten geweest zijn, maar dat werd het niet. Wuyts kwam geen enkele keer van de bank. Op het einde van het jaar won Anderlecht de Beker van België. Maar de jonge spits panikeerde niet en bleef bij RSC Anderlecht. Wuyts kreeg in zijn derde seizoen eindelijk meer speelkansen. Hij stond 5 keer in de basis en mocht ook 11 keer invallen. Het leverde hem ook zijn eerste doelpunt op. Op het einde van het seizoen won RSC Anderlecht voor de tweede keer op rij de Beker van België.
Maar Wuyts was niet langer tevreden met z'n invallersstatuut en trok naar KRC Mechelen. Daar werd hij een vaste waarde en scoorde hij 5 keer. In 1990 verhuisde hij echter opnieuw. Zo kwam de aanvaller bij SC Charleroi terecht. Bij de Henegouwers veroverde hij onder coach Georges Heylens meteen vaste stek. Maar wanneer Heylens in 1992 vervangen werd door Robert Waseige kwam hij regelmatig op de bank terecht.
En dus zocht hij in 1993 een nieuwe club en die vond hij opnieuw in Brussel. Wuyts speelde voortaan voor RWDM en zag hoe na één seizoen trainer Freddy Smets vervangen werd door René Vandereycken. De aanvaller kon ook na de trainerswissel rekenen op een basisplaats in het elftal. Toch veranderde hij in 1996 voor de vierde keer van club. Wuyts tekende een contract bij STVV. In Sint-Truiden bleef Wuyts twee seizoenen.
Het was 1998 toen Wuyts opnieuw in Henegouwen aankwam, ditmaal om de kleuren van Excelsior Moeskroen te verdedigen. Maar coach Hugo Broos gaf de toen 31-jarige Wuyts niet veel speelkansen. Bij Moeskroen speelde ook spits Frédéric Pierre, die Wuyts nog kende van zijn periode bij RWDM.
Tijdens het seizoen 1999-2000 trok hij naar de tweede klasse om La Louvière te helpen in de aanval. Op het einde van het seizoen promoveerde de club, maar Wuyts bleef in tweede klasse en verhuisde terug naar RWDM. Daar speelde hij ook nog amper, maar zag hij wel hoe de club in 2001 naar eerste klasse promoveerde. Het seizoen 2001-2002 was het laatste seizoen op het hoogste niveau voor de toen 35-jarige Wuyts. Hij speelde achteraf nog één wedstrijd voor RFC Tournai in de vierde klasse.

## Trainer
Marc Wuyts begon zijn trainerscarrière bij RWDM, waar hij assistent-trainer was, maar stapte al snel over naar RJ Waver en dan naar RFC Tournai waar hij tot 2006 hoofdcoach was. Daarna ging hij aan de slag bij UR Namen en Wezet waarmee hij net geen promotie naar tweede klasse kon afdwingen. In 2008 werd hij de vervanger van Rudi Cossey bij OH Leuven. Op 1 maart 2009 werd hij wegens teleurstellende resultaten op non-actief gezet. Van 28 april 2010 tot eind 2010 was Wuyts werkzaam als trainer bij Bon Air in tweede provinciale. In de jaren daarna werkte hij bij FC Ambiance Auderghem en bij de reserveploeg van Royale Union Saint-Gilloise. Sinds 20 oktober 2014 is Wuyts werkzaam als trainer bij voetbalploeg RDK Gravelo.

## Privé
Wuyts is gescheiden en heeft drie kinderen.

## Statistieken
De volgende gegevens gelden voor de spelerscarrière van Marc Wuyts.
| seizoen | land   | club                | wedstrijden | doelpunten |
| ------- | ------ | ------------------- | ----------- | ---------- |
| 1986/87 | België | RSC Anderlecht      | 1           | 0          |
| 1987/88 | België | RSC Anderlecht      | 0           | 0          |
| 1988/89 | België | RSC Anderlecht      | 16          | 1          |
| 1989/90 | België | KRC Mechelen        | 27          | 5          |
| 1990/91 | België | SC Charleroi        | 32          | 6          |
| 1991/92 | België | SC Charleroi        | 32          | 7          |
| 1992/93 | België | SC Charleroi        | 13          | 1          |
| 1993/94 | België | RWDM                | 28          | 6          |
| 1994/95 | België | RWDM                | 29          | 6          |
| 1995/96 | België | RWDM                | 25          | 8          |
| 1996/97 | België | STVV                | 25          | 9          |
| 1997/98 | België | STVV                | 23          | 6          |
| 1998/99 | België | Excelsior Moeskroen | 10          | 3          |
| 1999/00 | België | Excelsior Moeskroen | 9           | 1          |
| 1999/00 | België | La Louvière         | 19          | 3          |
| 2000/01 | België | RWDM                | 12          | 1          |
| 2001/02 | België | RWDM                | 1           | 0          |
| 2004/05 | België | RFC Tournai         | 1           | 0          |